# Ніувпорт
Ніувпорт (нід. Nieuwpoort Нідерландською: [ˈniupoːrt] ( прослухати); з.-флам. Nieuwpôort; фр. Nieuport [njøpɔʁ]) — місто, порт та морський курорт на берегу Північного моря, у Західній Фландрії. Населення міста станом 1 січня 2018 року становило 11 565 мешканців.
Місто отримало права в 1163 році від фландрського графа Філіппа Ельзаського. 2 липня 1600 року в часи вісімдесятирічної війни поблизу міста сталася битва між голландськими та іспанськими військами. З 1757 до 1763 року за часів Семирічної війни за умовами Версальської угоди між Францією та Австрією Ніувпорт був окупований французькими військами.
В роки Першої світової війни, під час битви на Ізері, складової частині Першої битви за Іпр, 27 жовтня, після того, як бельгійська армія була відведена за залізничний насип, що йшов вздовж річки, шлюзи відкрили і вода потужним потоком линула на позиції німців, утворивши розлив між Ніувпортом і Діксмейде (з цього часу бої на Ізері припинилися).